# Ват Прахат Дой Сутхеп
Ват Пратхат-Дой-Сутхеп (тайск. วัดพระธาตุดอยสุเทพ, англ. Wat Phrathat Doi Suthep) — буддийский храм (ват) в провинции Чианг Май, Таиланд. Храм часто называют 'Дой-Сутхеп', хотя это название горы, на которой он расположен. Храм расположен в 15 километрах к западу от Чиангмая и является священным местом для многих тайцев.
Храм расположен на высоте 1073 метра над уровнем моря, то есть возвышается над городом примерно на 700 метров. Со смотровой площадки на территории храмового комплекса открывается живописный вид на город.
Между собой тайцы часто говорят: «Если вы не пробовали Као Сой или не посетили Дой-Сутхеп, вы не были в Чиангмае.»

## История
История строительства храма скрыта в веках, и существует несколько популярных легенд основания храма. В храме утверждают, что он был просторен в 1383, когда была заложена первая чеди. Дорогу к храму проложили в 1935 году.

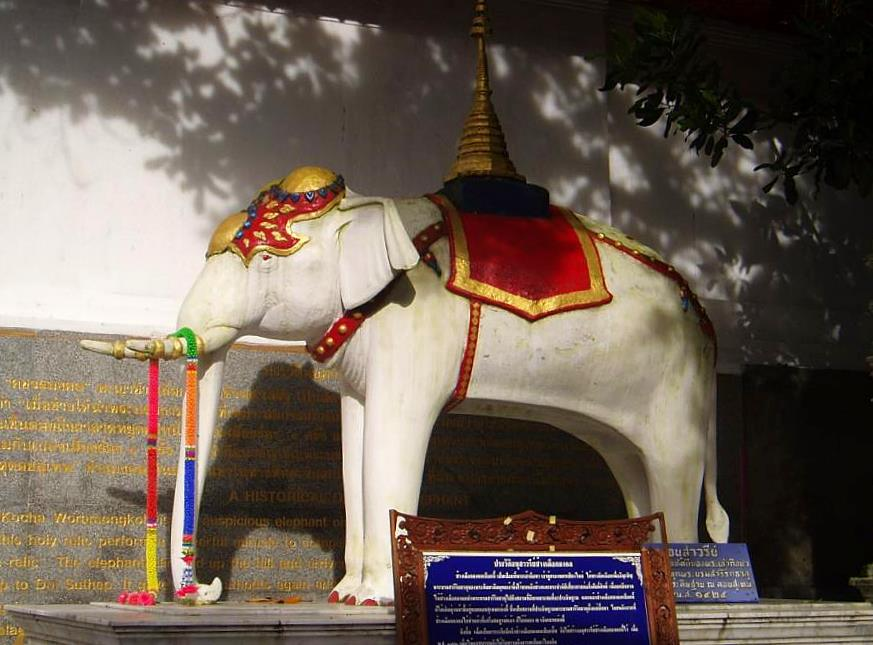
Храм белого слона

По одной из легенд место для храма выбирали так: на спину слона положили священные буддийские реликвии, и в этом месте слон начал трубить и ходить кругами, что сочли хорошим предзнаменованием для строительства храма.

## Как добраться до вата Пратхат-Дой-Сутхеп

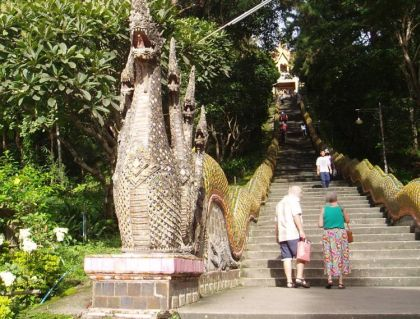
Лестница к Ват Прахат Дой Сутхеп

Храм доступен по дороге из Чиангмая по пути через Университет Чиангмая и зоопарк. К нему можно добраться с помощью сонгтхэу с маленькомго рынка на пересечении Manneenopparat и Chotana Roads, сразу за Changpuak Gate. От автостоянки вы можете преодолеть лестницу из 309 ступенек или воспользоваться фуникулёром за 20 бат, вход в храм для иностранцев платный — 30 бат.